# Figurin

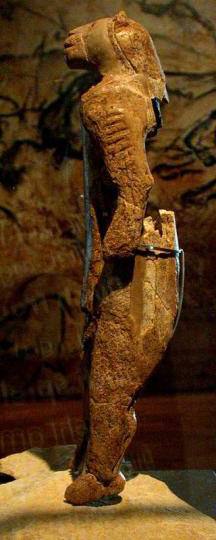
Lejonmänniskan från Hohle Fels.

Figurin är en diminutivform av ordet figur, och hänvisar vanligen till ett litet konstgjort föremål som representerar någon typ av varelse. Diminutivformen antyder att föremålet är en förminskad avbildning, men så är inte alltid fallet (till exempel när det gäller figuriner av insekter). Statyett har en liknande betydelse.
Figuriner representerar vanligen människor, gudar eller djur och är gjorda för att visuellt likna dessa.
Figuriner har hittats från många tidiga kulturer i Europa, Kina och Mexiko. I många fall tros dessa figuriner ha haft religiös eller ceremoniell betydelse.
I Skandinavien finns figuriner av djur och människor från stenåldern och framåt. Från yngre bronsålder är små kvinnofiguriner kända från Västergötland och Skåne, till exempel Bronsåldersfigurinen från Sankt Olofs socken. De är ofta tolkade som avbildningar av prästinnor eller gudinnor och sammankopplade med fruktbarhet. Flera av dem finns utställda på Historiska museet i Stockholm.

## Statyett

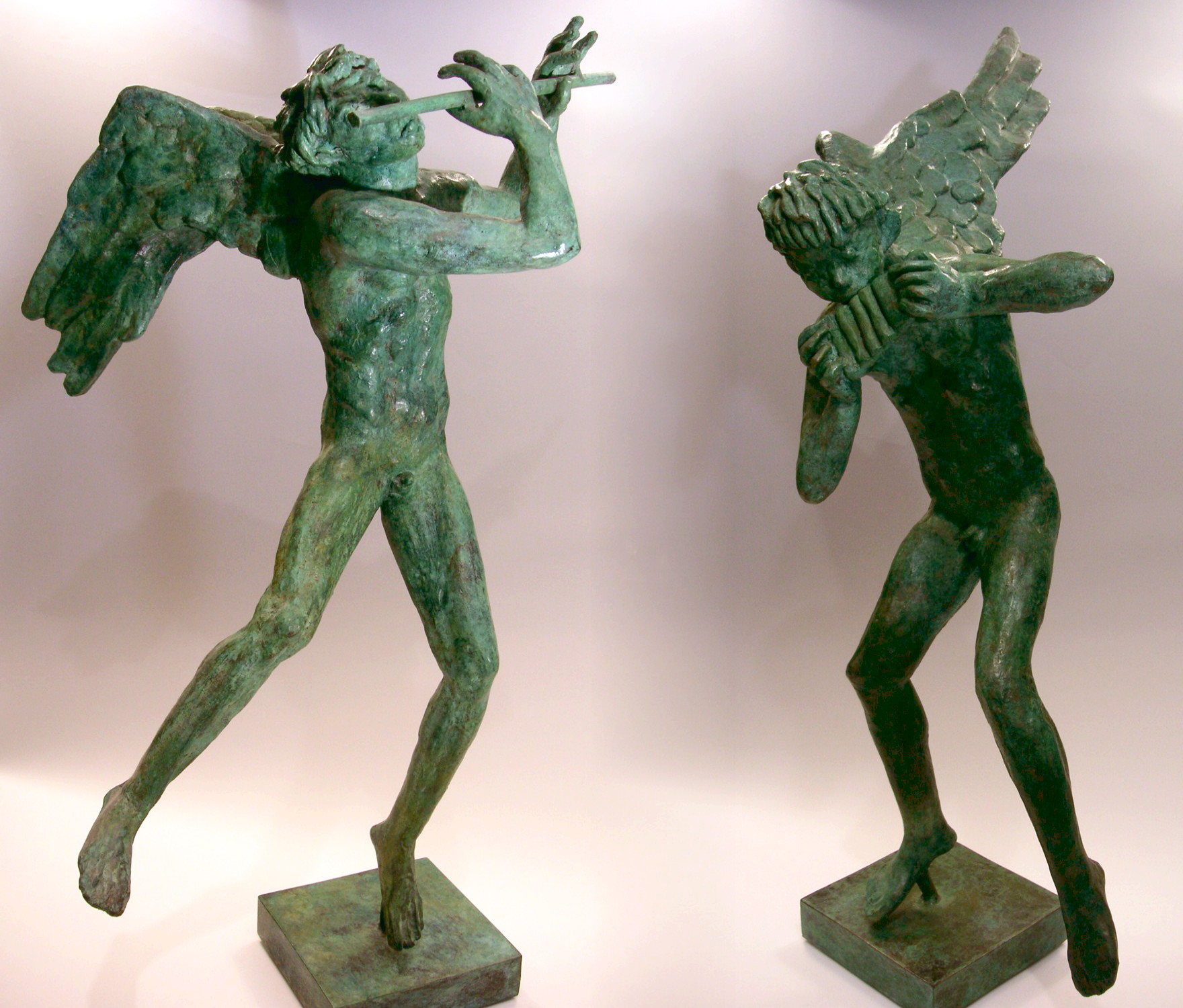
Två statyetter föreställande Carl Milles Musicerande änglar, brons, cirka 50 cm höga

Statyett är ett till figurin närbesläktat begrepp. Ordet är en diminutivform av staty.
Med statyett avses oftast en staty som är mindre än naturlig storlek. Materialet kan vara exempelvis bränd lera, terrakotta, sten eller metall. Statyetten är normalt avsedd att stå på ett bord, en piedestal eller annan anordning. 
I forntida Egypten avbildade statyetter som gravgåva den döde själv eller var tänkta som slavar "på andra sidan".

## Galleri

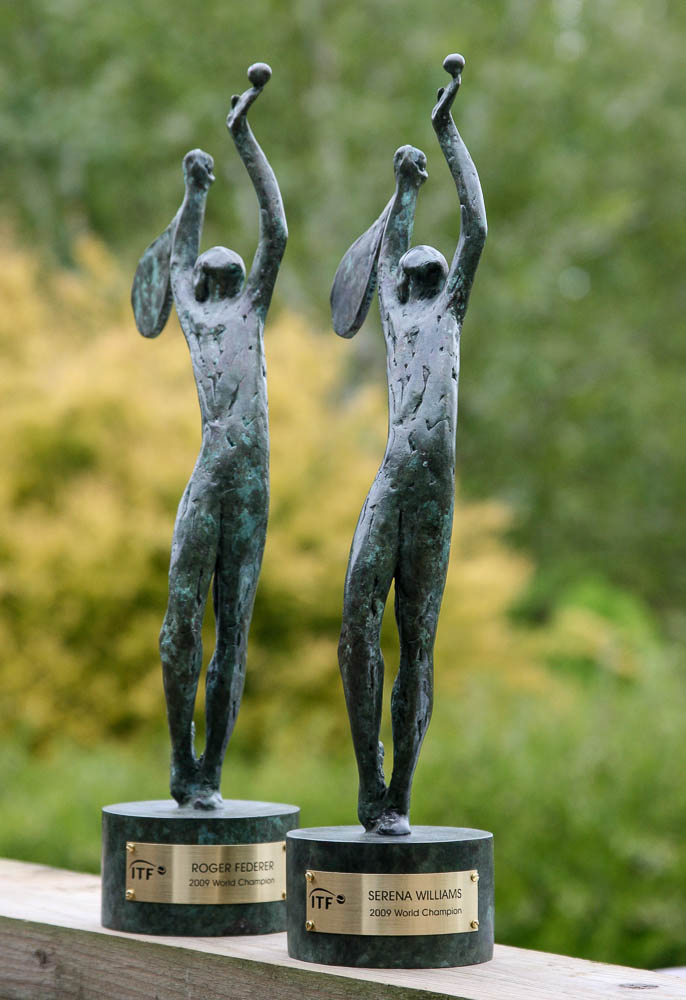
ITFs prisstatyetter till Roger Federer och Serena Williams 2009.
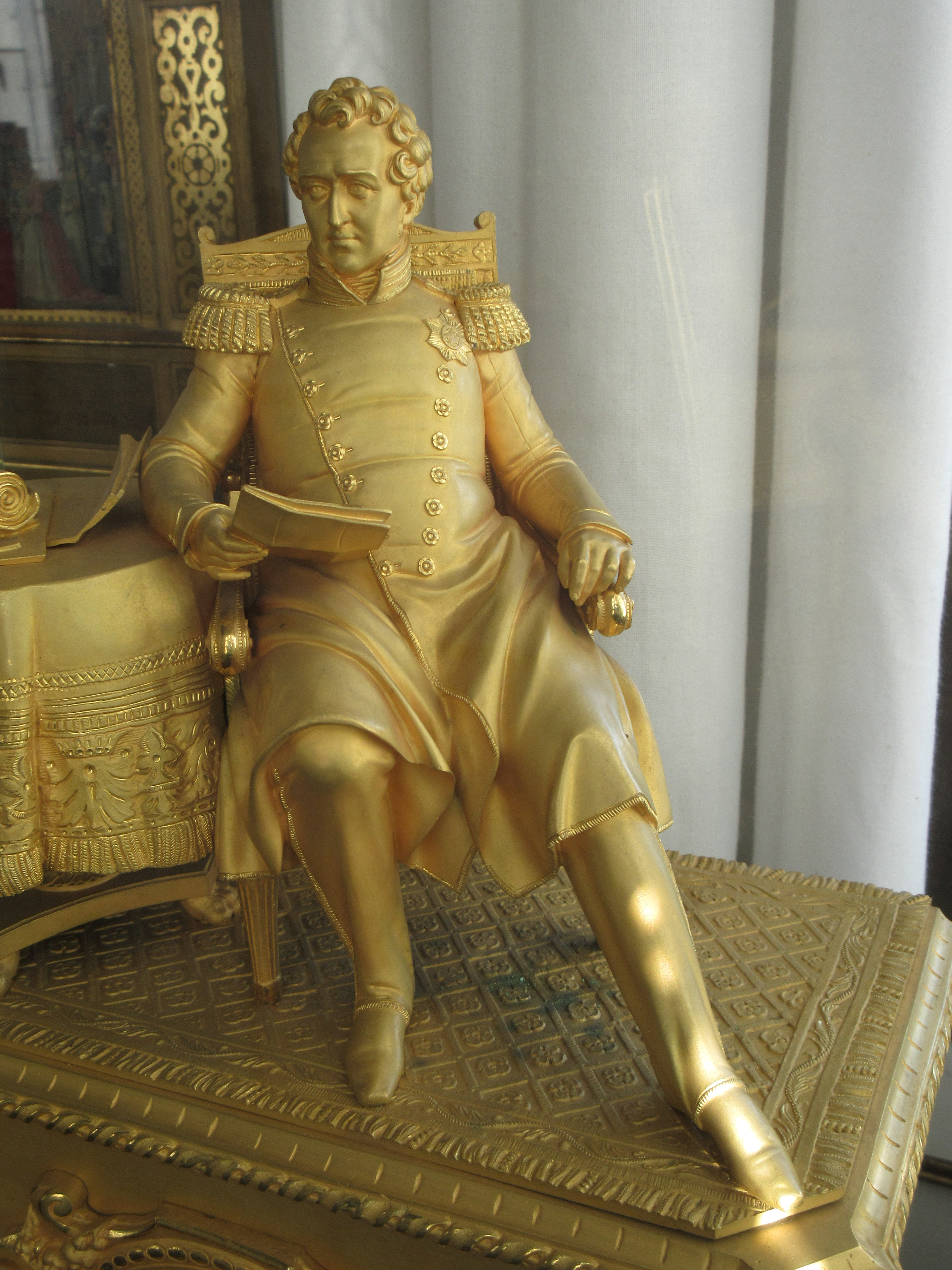
Förgylld statyett föreställande Kristian VIII av Danmark.